# Azərbaycan Kuboku 1992
La Azərbaycan Kuboku 1992 è stata la 1ª edizione della coppa nazionale azera, disputata tra il 15 (data del turno preliminare) e il 30 agosto 1992 e conclusa con la vittoria del Inshaatchi Baku, al suo primo titolo.

## Quarti di finale
Gli incontri si sono disputati il 20 e il 21 agosto 1992.
| Squadra 1            | Risultato | Squadra 2         |
| -------------------- | --------- | ----------------- |
| Pambugchi Neftechala | 1 - 2     | Kur Mingechaur    |
| Taraggi Baku         | 3 - 1     | Turan Tauz        |
| Khazar Sumgait       | 5 - 1     | Chyragkala Siazan |
| Neftchi Baku         | 1 - 2     | Inshaatchi Baku   |

## Semifinali
Gli incontri si sono disputati il 22 e 23 agosto 1992.
| Squadra 1       | Risultato | Squadra 2      |
| --------------- | --------- | -------------- |
| Taraggi Baku    | 0 - 2     | Kur Mingechaur |
| Inshaatchi Baku | 5 - 4     | Khazar Sumgait |

## Finale
La finale venne disputata il 30 agosto 1992. L'Inshaatchi Baku vinse 2-1 ai tempi supplementari dopo che al 90 minuto il risultato era di 1-1.
| Arbitro: | G.Dgabbarov (Baku) |

|                                   |           |                 |
| S.Guseinov 27’ Il'kham Aliev 101’ | Marcatori | 83’ M.Bakhyshev |